# Förderndes Mitglied der SS

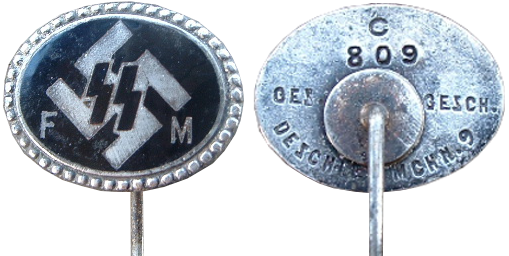
Épingle d'un membre bienfaiteur de la SS (recto-verso).

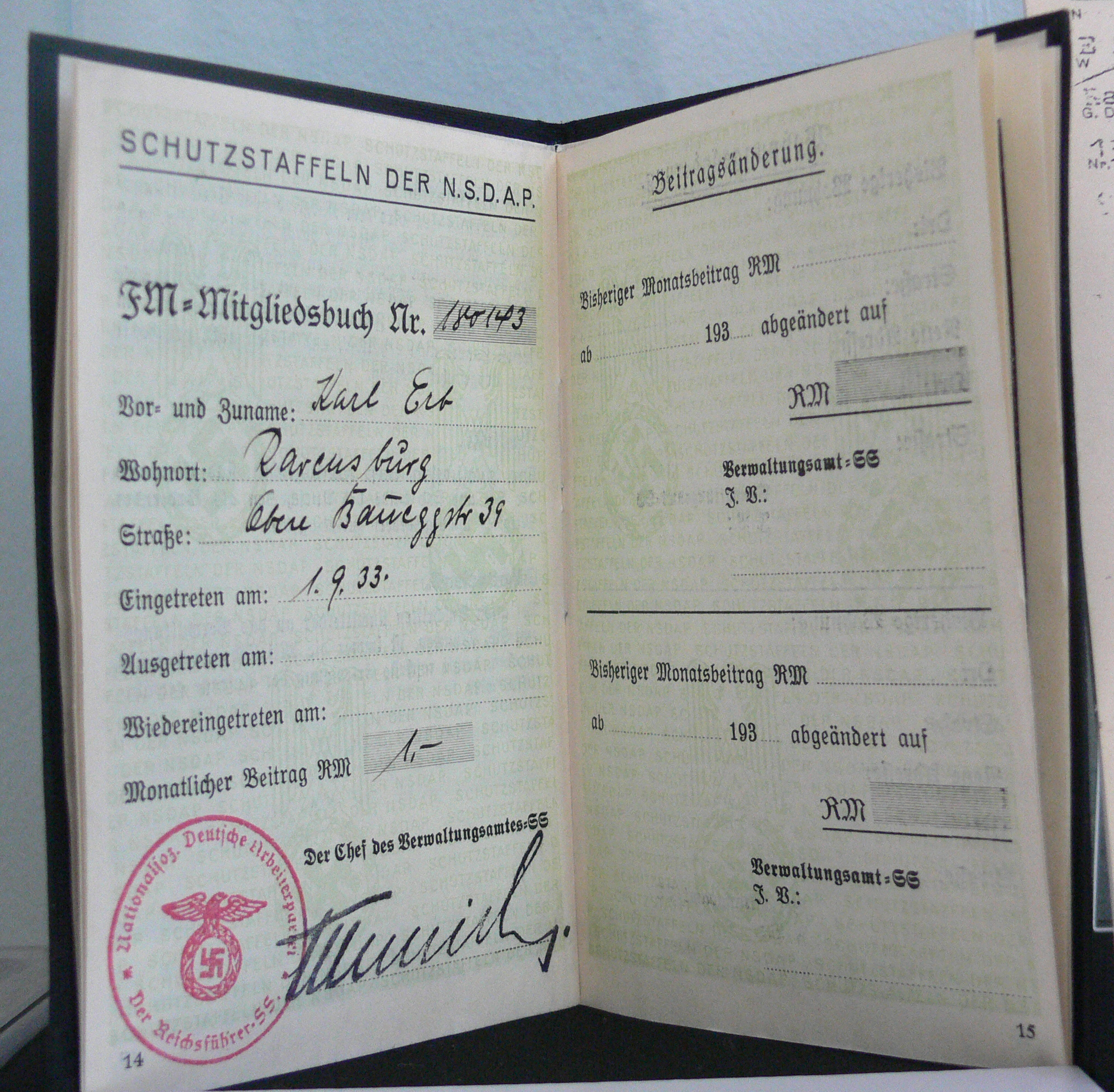
Carnet de membre SS-FM du ténor Karl Erb, adhérent en septembre 1933.

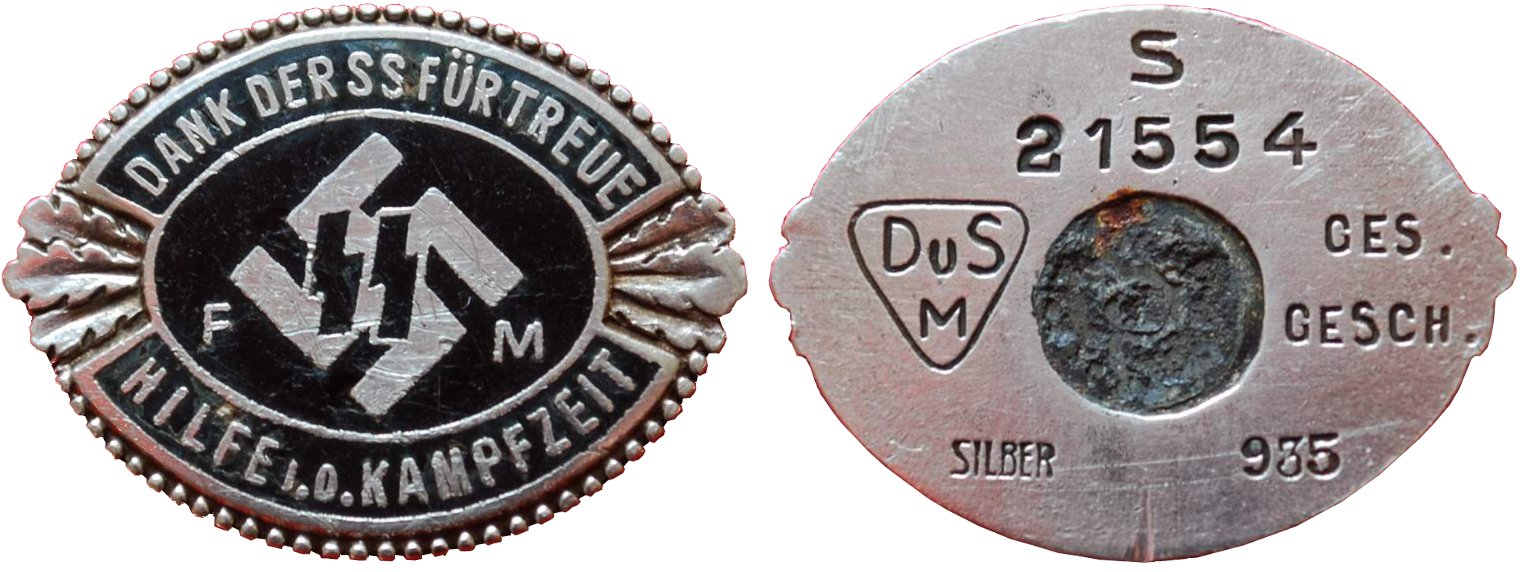
Épingle d'honneur argentée (l'épingle manque).

Un förderndes Mitglied der SS (abrégé : FM-SS, en français un membre bienfaiteur de la SS), est un adhérent de la SS qui ne prend pas part au service actif mais la soutient financièrement. Adolf Hitler autorise cette organisation en 1925, et l'interdit pour la SA en 1926. Les membres bienfaiteurs sont recrutés dès septembre 1926, selon la volonté de l'Oberleiter SS Joseph Berchtold. Si l'adhésion au parti NSDAP n'est pas requise, en revanche seuls des « aryens » peuvent devenir membres bienfaiteurs.
Le montant de la cotisation est déterminé individuellement et peut être relativement faible, de l'ordre d'un Reichsmark. La cotisation est encaissée par l'office de la SS après autorisation du Reichsführer SS et de l'office financier de la SS. Les membres bienfaiteurs reçoivent un numéro d'adhérent et un carnet de membre où est inscrit le paiement de leurs cotisations. Jusqu'à la prise du pouvoir des nazis le 30 janvier 1933, on compte environ autant de membres bienfaiteurs que de membres actifs. Ils sont 13 217 en 1932, acquittant mensuellement 17 000 Reichsmark, puis leur nombre atteint 167 272 en 1933, et le total des cotisations mensuelles s'élève alors à 357 000 Reichsmark.
Heinrich Himmler offre en 1934 une épingle d'honneur argentée aux membres les plus anciens, ceux qui ont soutenu la SS avant 1933. Cette épingle ovale porte six feuilles de chêne et l'inscription «  Remerciement de la SS pour l'aide fidèle dans les années de combat. » Le mensuel illustré FM-Zeitschrift, distribué à chaque membre bienfaiteur, paraît pour la première fois en avril 1934 et atteint en 1939 un tirage de 365 000 exemplaires.
Dans le cadre de la dénazification de l'Allemagne, la directive no 38 du Conseil de contrôle allié du 12 octobre 1946 préconise de poursuivre les membres bienfaiteurs de la SS en tant que Belastete, personnes sur lesquelles pèsent des charges majeures. Cette directive a ainsi pour conséquence de considérer de façon similaire les SS en service actif et les membres bienfaiteurs de la SS, si ces derniers ont rejoint l'organisation après le 31 décembre 1938, ou s'ils ont versé avant 1938 une cotisation supérieure à 10 Reichsmark ou ont effectué une donation importante à l'organisation.